# Sankt Sava av Rumänien
Sankt Sava, Sava goten eller Sava från Rumänien, östeuropeiskt helgon.
Sava föddes 334 av kristna gotiska föräldrar i en by i Buzău-regionen i nuvarande Rumänien. Han var senare verksam i samma region, i ett kloster under Sankt Sansala.
Sava och Sansala arresterades bägge i en av Atanariks förföljelser, mellan 370 och 372; helgonlegenden anger årtalet 372. Den befälhavare som utförde fängslandet hette Atarid. De två martyrerna torterades och beordrades offra till gudaavbilder och sedan själva äta av offret. När bägge vägrade kastades Sava i floden Buzău med ett tungt trästycke fastbundet vid halsen.
Sansala släpptes fri och tillvaratog och bevarade Savas kvarlevor, vilka efter en tid skickades till Caesarea. Det brev, skrivet på grekiska, som medföljde transporten är det äldsta bevarade brevet skrivet i nuvarande Rumänien.
Ortodoxa kyrkor firar Savas martyrskap i en högtid den 12 april (datumet för hans död).